# Infiltrato di Assman-Redker

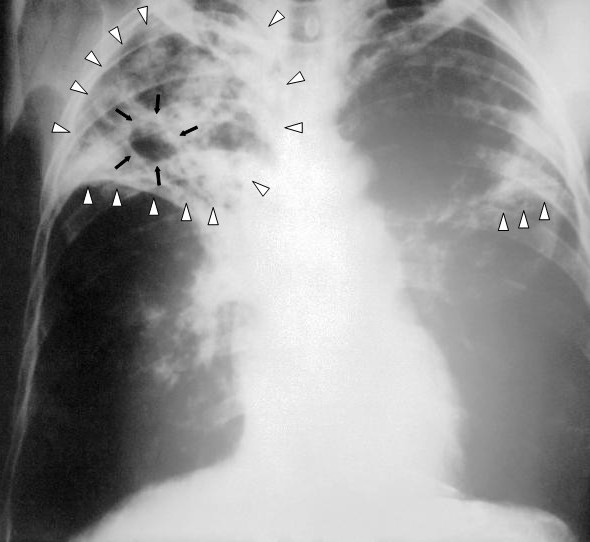
Radiografia al torace che mostra un infiltrato di Assman-Redeker (segnato dalle frecce nere) sull'apice del polmone destro.

L'infiltrato di Assman-Redeker è un'immagine radiologica visibile in ambito polmonare durante la riattivazione della tubercolosi.

## Descrizione
La tubercolosi, durante la prima infezione forma, a livello polmonare, il cosiddetto complesso primario: focolaio, componente linfonodale, linfoangioite interposta. Si esaurisce solitamente nel silenzio clinico.
Radiologicamente si potranno osservare esiti detti specifici, come microformazioni calcifiche senza significato patologico attuale o una formazione morulare all'ilo, calcifica anch'essa.
Una sua riattivazione si ottiene nel caso di reinfezioni esogene o a reinfezioni endogene nel soggetto cutipositivo. Il complesso primario si riattiva, colliqua e viene drenato dal corrispondente ramo bronchiale di drenaggio.
Alla radiografia del torace del giovane, quindi in un campo polmonare usualmente "pulito", prima dell'evento necrotico colliquativo, prima, cioè, che si formi la caverna tubercolare, si può osservare un'immagine parenchimale irregolare, con componente linfangitica, una tenue immagine ipodiafana isolata: è il complesso di Assman-Redeker. Nella TC del torace, il reperto viene spesso descritto con un aspetto a "mollica di pane" o "breadcrumb", caratterizzato da un'area di addensamento con molteplici minute cavitazioni contestuali.